# Diego Vega Vidal
Diego Vega Vidal (Lima, ...) è un regista peruviano.

## Biografia
Si laurea in economia a Madrid e si diploma in sceneggiatura per il cinema e la televisione presso la Scuola Internazionale di San Antonio del los Baños a Cuba. Esordisce insieme al fratello Daniel nel 2008 con il cortometraggio Interior bajo izquierda. Nel 2010, sempre insieme al fratello, scrive, produce e dirige Octubre, il loro primo lungometraggio, che vince il Premio Speciale della Giuria di “Un Certain Regard” al Festival di Cannes.

## Filmografia
- Interior bajo izquierda (2008) cortometraggio
- Octubre (2010)
- El mudo (2013)
- El aula vacía (2015) documentario
- El Chapo (2017) serie televisiva